# Neuilly-la-Forêt

Neuilly-la-Forêt este o comună în departamentul Calvados, Franța. În 1 ianuarie 2018 avea o populație de 444 de locuitori.